# Bimberi Nature Reserve
Die Bimberi Nature Reserve ist ein Naturreservat in der Brindabella Range ungefähr 30 km südwestlich von Canberra in Australien. Das Reservat liegt im Australian Capital Territory, jedoch verwaltet wird es von der NSW National Parks & Wildlife Services aus New South Wales.

## Lage
Die Bimberi Nature Reserve grenzt an den Namadgi-, Brindabella- und Kosciuszko-Nationalpark.
In diesem 10.886 ha großen Reservat liegt der Bimberi Peak (1.912 m), der höchste Berg im Australian Capital Territory und des Weiteren der Mount Ginini (1.759 m), Little Ginini Mountain (1.552 m), Snow Gum Hill (1.490 m) und Mount Aggie (1.471 m).

## Geschichte
Die Aborigines der Ngunnawal und Walgalu lebten in diesem Gebiet seit etwa 5.000 Jahren. Steinansammlungen, Werkzeugfunde und Felszeichnungen belegen dies. 
Die Pryor's Hut wurde in den 1950er Jahren als Schutzhütte der Beschäftigten des Australian National Botanic Gardens errichtet, die in einem Arboretum arbeiteten. Diese Hütte ist in das Denkmalregister des Australian Capital Territory eingetragen worden. 
Das Franklin Chalet wurde durch den Canberra Alpine Club 1938 erbaut und durch das große Buschfeuer im Jahr 2003 zerstört. Es wurde von Studenten der University of South Australia wieder aufgebaut und 2008 eröffnet.

## Flora und Fauna
Im Bimberi-Reservat wachsen Bergbäume wie der Schnee-Eukalyptus und des Weiteren gedeiht dort eine subalpine Vegetation. Entlang des Goodradigbee River wächst die Eucalyptus radiata. Krautfelder, Grasland und Sümpfe prägen höher gelegene Gebiete und Coniferen wachsen über 1.500 Meter Höhe.
Im Reservat lebt die gefährdete Nagerart Smoky Mouse (Pseudomys fumeu), der nördliche Corroboree Frog (Pseudophyrne pengilley), der in der Brindabella Range endemische Schmetterling Oreixenica kershawiphryne und Bogong-Falter. Am Mount Ginini und Mount Gingera liegen bedeutsame ökologische Gebiete und Refugien der Bogong-Falter.

## Touristische Information
Das Reservat kann über die Mount Franklin Road erreicht werden. Am Mount Aggie liegt ein Parkplatz und am Mount Franklin befinden sich Toiletten wie auch ein Parkplatz. Von diesen Plätzen aus können Wanderwege begangen werden.
Am 7. November 2008 wurde das Bimberi-Naturreservat in die Australian National Heritage List aufgenommen und es ist eines der elf Naturschutzgebiete der Australian Alps.